# America (альбом)
America (рус. Америка) — десятый альбом немецкой диско-группы Modern Talking, вышедший в  2001 году. Название альбома объясняется пристрастиями участников дуэта — Дитера Болена и Томаса Андерса.
Альбом выпущен 19 марта 2001 под лейблом Hansa Records, распространение делалось фирмой BMG International. Альбом со 2 апреля 2001 держался на 2 позиции в немецком чарте музыкальных альбомов. Всего альбом провел 5 недель в десятке лучших альбомов..

## Об альбоме
Выход был ориентирован на завоевание западного рынка. С пластинки вышло два сингла — «Win the Race» и «Last Exit to Brooklyn». Альбом интересен новым звучанием дуэта, достигнутым сменой команды технического персонала, традиционно работавшего до этого с дуэтом. Во-первых, если ранее сопродюсером всех песен был Луис Родригес, в этом альбоме он спродюсировал только одну песню — «Rain In My Heart». Над остальными песнями работали продюсеры Axel Breitung, Lalo Titenkov, Thorsten Broetzmann, Buelent Aris, Elephant. Кроме того для записи была привлечена новая команда бэк-вокалистов-Билли Кинг, Кристофер Лейс Бендорф и Нино де Анджело. Указанные изменения привнесли в звучание группы новизну, свежесть идей и аранжировок.

## Список композиций
| №   | Название                       | Длительность |
| --- | ------------------------------ | ------------ |
| 1.  | «Win the Race»                 | 3:35         |
| 2.  | «Last Exit to Brooklyn»        | 3:16         |
| 3.  | «Maria»                        | 5:28         |
| 4.  | «SMS to My Heart»              | 3:17         |
| 5.  | «Cinderella Girl»              | 3:34         |
| 6.  | «Why Does It Feel So Good»     | 4:05         |
| 7.  | «Rain in My Heart»             | 3:47         |
| 8.  | «Witchqueen of Eldorado»       | 3:55         |
| 9.  | «Run to You»                   | 4:47         |
| 10. | «America»                      | 4:50         |
| 11. | «For a Life Time»              | 4:27         |
| 12. | «From Coast to Coast»          | 4:27         |
| 13. | «There's Something in the Air» | 3:19         |
| 14. | «I Need You Now»               | 3:40         |
| 15. | «New York City Girl»           | 3:27         |
| 16. | «Send Me a Letter from Heaven» | 3:54         |

## Высшие позиции в чартах (2001)
- Германия — 2 место.
- Австрия — 7 место.
- Швеция — 37 место.
- Европа — 9 место.